# Choiromyces meandriformis
Choiromyces meandriformis Vittad., 1831 è un fungo appartenente alla famiglia delle Tuberaceae.

## Descrizione
Quasi identico a Tuber magnatum, ma si differenzia per il colore crema mischiato ad ocra-nocciola.

## Sinonimi
Tuber meandriformis

## Specie simili
- Tuber magnatum (tartufo bianco), eccellente commestibile.

## Commestibilità
Velenoso, ma non di gravissima entità.
Questa specie provoca una sindrome lassativa da non sottovalutare.